# Lucido di Aquara
San Lucido di Aquara (Aquara, ... – Cassino, 5 dicembre 1038) è stato un religioso italiano.
Fu un benedettino, eremita e abate.

## Biografia
Entrato all'età di 15 anni nella badia di San Pietro, presso Aquara, divenne il consigliere del principe Guaimario IV di Salerno. Dopo aver vissuto nell'abbazia di Montecassino e in quella di Cava de' Tirreni, fondò il monastero di Santa Maria dell'Albaneta, presso Cassino, dove morì nel 1038.
Venne dichiarato santo nel 1880 da papa Leone XIII.